# Essence Engine
Essence Engine — игровой движок, изначально разработанный Relic Entertainment для компьютерной игры Company of Heroes.

## Возможности
Движок поддерживает множество современных графических эффектов, включая High Dynamic Range, динамическое освещение, тени, шейдеры и рельефное текстурирование. Essence Engine является первым движком, предназначенный для игр жанра RTS, который поддерживает лицевую анимацию. С игрой Company of Heroes: Opposing Fronts в движке стали использоваться разнообразные погодные эффекты и DirectX 10.
В Warhammer 40,000: Dawn of War II используется переработанная версия Essence Engine, которая позволяет использовать в играх ещё более детализированные модели и текстуры, реалистичное освещение, современные шейдерные эффекты. Essence Engine 2.0 оптимизирован под многоядерные процессоры и современные видеокарты.

## Игры, использующие Essence Engine
| Версия | Название                                        | Дата выхода                       |
| ------ | ----------------------------------------------- | --------------------------------- |
| 1      | Company of Heroes                               | 12 февраля 2006 29 сентября 2006  |
| 1      | Company of Heroes: Opposing Fronts              | 25 сентября 2007 28 сентября 2007 |
| 1      | Company of Heroes: Tales of Valor               | 9 апреля 2009                     |
| 1      | Company of Heroes Online                        | 2 сентября 2010                   |
| 2      | Warhammer 40,000: Dawn of War II                | 19 февраля 2009 20 февраля 2009   |
| 2      | Warhammer 40,000: Dawn of War II – Chaos Rising | 11 марта 2010 12 марта 2010       |
| 2      | Warhammer 40,000: Dawn of War II – Retribution  | 1 марта 2011                      |
| 3      | Company of Heroes 2                             | 25 июня 2013 June 25, 2013        |
| 4      | Warhammer 40,000: Dawn of War III               | 27 апреля 2017                    |
| 5      | Age of Empires IV                               | 28 октября 2021                   |
| 5      | Company of Heroes 3                             | 2022                              |